# گیاه‌پارچ والا
گیاه‌پارچ والا (نام علمی: Nepenthes maxima)، یک گونه از سرده گیاه‌پارچ‌ها می‌باشد.